# Pedro Arreitunandia
Pedro Arreitunandia Quintero (ook Peio Arreitunandia) (Carbia, 24 juli 1974) is een Spaans wielrenner, die beroepsrenner was tussen 1999 en 2007.

## Belangrijkste resultaten
1999
6e Eindklassement Ronde van de Toekomst
2002
4e Eindklassement Ronde van Portugal
2003
9e etappe Ronde van Portugal
2004
7e GP Llodio
9e Subida a Urkiola
2005
4e etappe Ronde van Murcia
3e etappe Euskal Bizikleta
3e Catalaanse Week
3e Brixia Tour
4e Ronde van Murcia
4e Euskal Bizikleta
5e Ronde van Portugal
6e Klasika Primavera
9e Grote Prijs Miguel Indurain
2006
4e Euskal Bizikleta
2007
2e GP Lugano
8e Coppa Placci

## Resultaten in voornaamste wedstrijden
| Jaar | Ronde van Italië | Ronde van Frankrijk | Ronde van Spanje |
| ---- | ---------------- | ------------------- | ---------------- |
| 2004 |                  |                     | opgave           |
| 2005 |                  |                     |                  |
| 2006 |                  |                     |                  |
| 2007 |                  |                     |                  |

| Jaar | Milaan-San Remo | Amstel Gold Race | Luik-Bast.‑Luik | Ronde van Lombardije | Waalse Pijl |
| ---- | --------------- | ---------------- | --------------- | -------------------- | ----------- |
| 2004 |                 |                  |                 |                      |             |
| 2005 | 130e            | 105e             |                 |                      |             |
| 2006 | 81e             |                  | 25e             | 29e                  |             |
| 2007 |                 |                  | 58e             | 29e                  | 73e         |